# Ompax spatuloides
Ompax spatuloides je druhové jméno, pod kterým byl popsán falešný exemplář neexistujícího druhu australského bahníka údajně chyceného roku 1872 v severním Queenslandu. Falešný exemplář, sestavený z několika druhů ryb a zobáku ptakopyska, byl naservírován řediteli muzea v Brisbane během jeho cesty severním Queenslandem. Dříve, než ředitel exemplář snědl, pořídil náčrt, který později zaslal významnému ichtyologovi Francisi de Castelnau. Ten na základě náčrtu popsal druh Ompax spatuloides, který byl veden v seznamech australské fauny půl století, přestože druhý exemplář nebyl nikdy nalezen.